# Apa (película)
Apa es una película dramática húngara de 1966 escrita y dirigida por István Szabó. La película es una historia de mayoría de edad. El personaje principal hace frente a la pérdida de su padre en la infancia en el contexto de la Revolución Húngara de 1956 y los recuerdos de la dictadura anterior del Partido de la Cruz Flechada inspirado en el Partido Nazi Alemán.

## Reparto
- András Bálint como Takó Bence
- Miklós Gábor como Apa
- Dániel Erdély como Agyerek Takó
- Kati Sólyom como Anni
- Klári Tolnay como Anya
- Zsuzsa Ráthonyi como Anya Fiatalon
- Ilona Petényi
- Rita Békés
- Judit Halász
- Anna Nagy
- Zsuzsa Balogh

## Recepción
La película ganó el Gran Premio en el V Festival Internacional de Cine de Moscú y el Premio Especial del Jurado en Locarno, y estableció a Szabó como un director de talla internacional. La película también fue seleccionada como la entrada húngara a la Mejor Película en Lengua Extranjera en los 40.ª Premios de la Academia, pero no fue aceptada como nominada. La película fue elegida para formar parte tanto de Budapest Twelve, una lista de películas húngaras consideradas como las mejores en 1968 y su seguimiento, New Budapest Twelve en 2000.